# Fireflight
Fireflight ist eine christliche Rockband, die 1999 in Eustis, Florida gegründet wurde. Die Band ist bei Flicker Records, einem Tochterunternehmen der Sony BMG, unter Vertrag.

## Geschichte
Die Gitarristen Justin und Glenn gingen zusammen zur Schule. Glenn hatte die Idee, mit seiner Frau Wendy und Justin eine Band zu gründen. Dawn und Phee stießen danach zur Band. Für ihre erste Show hatten die Band nicht einmal einen Namen. Dawn schlug den Namen „Fireflight“ vor – der Name Fireflight hat jedoch keine Bedeutung, wie die Band in einem Interview verraten hatte.
Nach Jahren des Tourens (ca. 140 Shows pro Jahr) veröffentlichten sie im Jahr 2006 ihr Debüt-Album The Healing of Harms, aus dem die zwei Nr. 1-Singles You Decide und Waiting ausgekoppelt wurden. Das Lied You Decide mit Josh Brown von Day of Fire war im August 2006 der Top-Request auf TVU Music Television und der zweitmeistgespielte Song auf dem christlichen Rock-Radiosender nach dem 1. September 2006.
Sie waren unter anderem mit Disciple, Family Force 5 und Decyfer Down auf der „The Scars Remain“-Tour. Während dieser Tour schrieben sie an ihrem zweiten Album Unbreakable und veröffentlichten daraus auch die gleichnamige Single. Beim Schreiben dieses Albums hatte die Band eine „emotionale Achterbahnfahrt“. Wendy beschrieb auf ihrer Myspace-Seite, wie stressig und intensiv das Ganze war:

„Es fühlte sich an, als wären die Dinge außer Kontrolle geraten. Wir waren durch ein schwieriges Jahr gegangen, wie eine Band mit viel emotionalen Höhen und Tiefen. Wir lebten im Grunde beim Schreiben des neuen Albums zusammen in einem Van, und das war für uns ein unglaublicher Druck-Herd. Wir gossen alle unsere Hoffnung, Trauer, Wut, Träume und Ängste in die Musik.“

Ihr drittes Studioalbum For Those Who Wait wurde am 9. Februar 2010 veröffentlicht. Zu den Singleauskopplungen For Those Who Wait und Desperate wurden außerdem Musikvideos gedreht. Das Album stieg auf Platz 5 der Billboard Hot Christian Charts ein – und war damit auch die bisher höchste Chartplatzierung. Fireflight wurde mit diesem Album für das "Beste Rock- oder Rap-Gospel-Album" bei den 53. Grammy Awards nominiert, unterlagen jedoch der Band Switchfoot mit ihrem Album Hello Hurricane. Im Februar 2011 verließ Schlagzeuger Phee Shorb die Band, um ein christlicher Redner zu werden; er wurde jedoch durch Adam McMillion ersetzt.
Die Single Stay Close vom kommenden Album Now wurde bereits auf der Winter Jam Tour 2011 veröffentlicht, zudem wurde dazu auch ein Video gedreht. Am 6. März 2012 wurde das aktuelle Album Now schließlich veröffentlicht; bis zum 15. Juli konnte es mehr als 40.000 Mal verkauft werden.

## Diskografie

### Alben
- 2002: Glam-Rok (Independent Release)[1]
- 2006: The Healing of Harms
- 2008: Unbreakable
- 2010: For Those Who Wait
- 2012: Now
- 2015: Innova
- 2020: Who We Are – The Head and the Heart

### Singles und EPs
- 2004: On the Subject of Moving Forward (EP)
- 2006: You Decide
- 2006: Waiting
- 2007: It’s You
- 2007: Star of the Show
- 2007: Attitude
- 2008: Unbreakable (US: Gold)[7]
- 2008: Brand New Day
- 2008: The Hunger
- 2008: You Gave Me a Promise
- 2009: Stand Up
- 2009: Desperate
- 2009: Unbroken and Unplugged (EP)
- 2010: For Those Who Wait
- 2010: All I Need to Be
- 2010: What I’ve Overcome
- 2011: Stay Close
- 2012: He Weeps
- 2012: Stronger Than You Think